# 303710 Velpeau
303710 Velpeau è un asteroide della fascia principale. Scoperto nel 2005, presenta un'orbita caratterizzata da un semiasse maggiore pari a 3,1210500 UA e da un'eccentricità di 0,0688966, inclinata di 5,71404° rispetto all'eclittica.